# Dans la brume électrique avec les morts confédérés
Dans la brume électrique avec les morts confédérés (titre original : In the Electric Mist with Confederate Dead) est un roman policier de James Lee Burke publié en 1993, le sixième à mettre en scène Dave Robicheaux.

## Résumé
Un tueur en série rôde autour de la ville de New Iberia en Louisiane. Le shérif-adjoint Dave Robicheaux chargé de l’enquête soupçonne Julius « Baby Feet » Balboni, une figure de la mafia locale. Alors qu'une prostituée de 19 ans est retrouvée morte et mutilée, la dernière victime du tueur en série qui s’attaque à de très jeunes femmes, le shérif-adjoint Dave Robicheaux arrête pour conduite en état d’ivresse Elrod Sykes, une star hollywoodienne venue en Louisiane tourner un film dont l’un des producteurs n’est autre que Julius Balboni. L’acteur lui confie avoir découvert des ossements humains dans le bayou du delta de l’Atchafalaya. Cette découverte fait resurgir chez Dave des souvenirs du passé : 35 ans plus tôt, il a assisté au meurtre d’un homme noir à cet endroit.

## Personnages
- Dave Robicheaux : shérif-adjoint de New Ibéria. Ancien policier d'élite de la brigade criminelle de La Nouvelle-Orléans.
- Bootsie Robicheaux : femme de Dave Robicheaux
- Alafair Robicheaux : fille adoptive de Dave Robicheaux
- Julius « Baby Feet » Balboni : un chef de la Mafia de La Nouvelle-Orléans. C'est un colosse imposant. C'est également un ami d'enfance de Dave Robicheaux. Il a sauvé la vie de Dave Robicheaux des années plus tôt à La Nouvelle-Orléans.
- Elrod Sykes : acteur, star hollywoodienne portée sur la boisson. Il tourne un film près de New Ibéria.
- Kelly Drummond : petite amie d’Elrod Sykes et, tout comme lui, actrice de cinéma, star hollywoodienne. Elle boit occasionnellement.

## Adaptation cinématographique
- 2009 : Dans la brume électrique (In the Electric Mist), film franco-américain réalisé par Bertrand Tavernier, avec Tommy Lee Jones, Mary Steenburgen, John Goodman et Peter Sarsgaard.